# Yevgeniy Agranovich
Yevgeniy Danilovich Agranovich (en ruso, Евге́ний Дани́лович Аграно́вич, Oryol, 13 de octubre de 1918 – Moscú, 29 de enero de 2010) fue un poeta y músico soviético.
Fue alumno en el Instituto de Literatura Maksim Gorki. Eugeny Agranovich escribió muchas canciones populares en Rusia como "Одесса-мама" (Odessa la madre), "Я в весеннем лесу пил берёзовый сок" (Bebí savia de abedul en el bosque de primavera) y "Вечный огонь" (Fuego eterno).